# 岐阜県道269号池野停車場線
岐阜県道269号池野停車場線（ぎふけんどう269ごう いけのていしゃじょうせん）とは、岐阜県揖斐郡池田町の一般県道（岐阜県道）である。

## 概要
養老鉄道養老線池野駅へのアクセス道路で、わずか255mの路線である。

### 路線データ
- 起点：岐阜県揖斐郡池田町池野停車場
- 終点：岐阜県揖斐郡池田町池野 池野駅西交差点（国道417号、岐阜県道256号霞間ヶ谷線交点）
- 総延長：255m

## 通過する自治体
- 岐阜県
  - 揖斐郡
    - 池田町

## 主な接続道路
- 国道417号（池田町 池野駅西交差点）
- 岐阜県道256号霞間ヶ谷線（池田町 池野駅西交差点）

## 周辺
- 養老鉄道養老線 池野駅